# Zebraman
Zebraman (en japonés: ゼブラーマン, Zeburāman?) es una película japonesa de superhéroes, comedia y acción tokusatsu de 2004 dirigida por Takashi Miike, escrita por Kankurō Kudō y protagonizada por Show Aikawa. La película es una parodia exagerada de las típicas películas de superhéroes y a su vez es un homenaje a las series de televisión japonesas de los años sesenta, como Ultraman, Megaloman y Kamen Rider. 

Cuenta con una secuela estrenada en 2010 titulada Zebraman 2: Attack on Zebra City, también dirigida por Takashi Miike y que contó con la incorporación del actor Masahiro Inoue de Kamen Rider Decade.  

Para el actor Show Aikawa, el cual era considerado en aquel momento como el rey del V-Cinema y que ya había trabajado en múltiples ocasiones con Miike, la película fue muy significativa debido a que era la número 100 en su carrera como actor, y esto también le llevó a realizar una cifra hasta el momento sin precedentes de 200 entrevistas en prensa y televisión antes del estreno de la película.

## Argumento
Shinichi Ichikawa es un fracaso como maestro de tercer grado y padre de familia. Vive con su esposa infiel, su hija adolescente que sale con hombres mayores y su hijo que es objeto de burlas e intimidaciones, por la presencia de su padre como profesor en la escuela. La única pasión de Ichikawa es Zebraman, el superhéroe protagonista de una serie de televisión de los años setenta que veía cuando era niño, antes de que fuera cancelada en el séptimo episodio. El profesor confecciona un disfraz similar al del superhéroe y por las noches se disfraza y fantasea en secreto encerrado en su habitación.
Un día, un niño en silla de ruedas, Shinpei, llega a la clase de Ichikawa y descubren que comparten la misma pasión por Zebraman. Los dos comienzan una amistad y Shinichi no solo recupera su amor por la enseñanza, sino que también desarrolla sentimientos por la madre del niño. Al mismo tiempo, una serie de extraños crímenes y asesinatos están ocurriendo en la escuela y Shinichi descubre que la serie Zebraman, era en realidad una profecía de advertencia sobre una invasión alienígena. Ichikawa se da cuenta de que al usar el disfraz de Zebraman, también, obtiene sus superpoderes y comprenderá que en su mano esta detener la invasión y salvar al pueblo.

## Reparto
| Actor                   | Papel                        |
| ----------------------- | ---------------------------- |
| Show Aikawa             | Shinichi Ichikawa/Zebraman   |
| Kyōka Suzuki            | Kana Asano/Zebra Nurse       |
| Naoki Yasukochi         | Shinpei Asano                |
| Atsuro Watabe           | Oikawa                       |
| Koen Kondo              | Segawa                       |
| Makiko Watanabe         | Yukiyo Ichikawa              |
| Yui Ichikawa            | Midori Ichikawa              |
| Keisuke Mishima         | Kazuki Ichikawa              |
| Ren Osugi               | Kuniharu Kuroda              |
| Teruyoshi Uchimura      | Ippongi                      |
| Akira Emoto             | Kitahara el hombre cangrejo  |
| Ryo Iwamatsu            | Kanda                        |
| Yu Tokui                | Pirómano                     |
| Yoji Tanaka (BoBA)      | Cliente del supermercado     |
| Arata Furuta            | Dueño de la tienda de dulces |
| Kumiko Asō              | Presentadora de noticias     |
| Yoshihiko Hakamada      | Empleado del supermercado    |
| Miyako Kawahara         |                              |
| Hideki Sone (Yûta Sone) |                              |
| Hiroshi Watari          | 1978 Zebraman                |
| Daisuke Iijima          | Detective                    |

## Otros créditos
- Productores ejecutivos: Takashi Hirano y Mitsuru Kurosawa.
- Planificación: Kumi Fukuchi y Shigeyuki Endô.
- Productores: Aiko Hattori y Matoko Okada.
- Sonido: Yoshiya Ohara.
- Efectos de sonido: Kenji Shibasaki.
- Iluminación: Seiichirô Mieno.
- Diseño de vestuario: Masayuki Ochi.
- Productora CGI: Misako Saka.
- Directora de CGI: Kaori Ohtagaki.
- Diseñador de producción (arte): Akira Sakamoto y Takashi Matsuzuka.
- Coordinador de especialistas: Keiji Tsujii.
- Asistente de dirección: Yutaka Ogi.
- Cooperación en producción: Central Arts.

## Lanzamiento
Zebraman fue presentada el 30 de enero de 2004 en el Festival Internacional de Cine de Róterdam en Países Bajos, y estrenada en los cines de Japón el 14 de febrero de 2004. Fue lanzada en VHS y DVD en Japón por Toei Company. También se lanzó en el DVD y Blu-ray,en numerosos países por diferentes distribuidoras, e incluyendo contenidos especiales, entre los que se encuentran: 
- Documental "Making of Zebraman" (43:27 min.)
- Escenas eliminadas (2:54 min.)
- En el estreno (7:14 min.)
- Entrevista con el director Takashi Miike (9:03 min.)
- Entrevista con el actor Show Aikawa (11: 24 min.)
- Tráiler de la serie de televisión The Film 1978 (1:03 min.)
- Canción "Zebraman Theme Song Singer" (1:36 min.)

También tubo una publicación especial en Japón titulada: Zebraman DVD BOX (ゼブラーマン プレミアムBOX?),	lanzada el 6 de agosto de 2004 y que además de incluir más contenido extra, también incorporaba merchandising sobre la película.

#### Contenido:[12]
- Libro de anatomía
- Enciclopedia "Zebraman"
- Edición extra del periódico en blanco y negro
- CD sencillo: canciones de la versión televisiva de "Zebraman"
- Calendario 2010
- Insignia del Departamento de Investigación Confidencial Especial
- Bolígrafo Zebra
- Pegatinas de personajes
- Película de cine de 35 mm

## Making of Zebraman
Making of Zebraman (en japonés: 白黒つけた男たち　メイキングオブ「ゼブラーマン」, Project Z Shirokuro tsuketai Otoko tachi?) es un documental making of de 2004 dirigido por Yasuhiro Miyamoto sobre cómo se realizó la película Zebraman.Este documental se editó y se puso en venta por separado.Más tarde fue incluido como contenido extra en las ediciones que se lanzaron en DVD y Blu-ray.

#### Datos técnicos y Personal[16]
- Año: 2004
- Duración: 45 min.
- Producido por Makoto Okada y Minoru Murata.
- Dirección y Fotografía: Yasuhiro Miyamoto.
- Ilustración de la portada: Yoshito Sugawara.
- Cooperación: Comité de Producción de la Película “Zeburaman”/Canal Toei.
- Cooperación de producción: Tohokushinsha Film.
- Producido por Toei Video Co. Ltd.
- Elenco: Show Aikawa, Kyōka Suzuki, Atsuro Watabe, Ren Osugi, Teruyoshi Uchimura, Akira Emoto, Kankurô Kudô, Takashi Miike y Ken'ichi Endo (Narración).

## Recepción
Wally Adams en una reseña para Asian Movie Pulse, escribió: «Zebraman equilibra hábilmente su naturaleza cómica aparentemente dominante con bastante seriedad subyacente y acción genuina para proporcionar suficiente entretenimiento y drama de superhéroes mientras actúa como una parodia del mismo tipo de entretenimiento que nos ofrece. Con el mensaje universal de “nunca es tarde para soñar”, nos proporciona un refrescante retroceso a días más simples e inocentes en la vida de un individuo».
En una reseña de Katanas y colegialas concluyen que: «En definitiva, un producto con suficiente espectacularidad, pero también con mucho humor y con sus momentos dramáticos (que no son pocos), apto para todos los públicos y fácil de ver».

## Manga
El guion de la película fue adaptado a un manga de cinco volúmenes por Reiji Yamada. El manga contaba su propia historia, centrándose en la relación que tiene el personaje principal con sus dos hijos. A diferencia de la película, Zebraman nunca obtiene ningún poder, es solo un hombre con traje. 

## Tema musical
La película fue acompañada por un sencillo titulado Messenger from Sunday (日曜日よりの使者, Nichiyoubi Yori No Shisha?),interpretado por la banda de punk rock, The High-Lows y compuesta por Hiroto Kōmoto. Lanzado el 11 de febrero de 2004 y distribuido por Universal Music Group. Aunque la canción original ya se había incluido en el primer álbum de "The High-Lows"', lanzado el 25 octubre de 1995.

## Reconocimientos
- Nominación al Mejor Actor para Show Aikawa en los Premios de la Academia Japonesa en 2005.
- Gran premio del jurado en Les Utopiales,Festival internationalde Science-Fiction de 2004.
- Premio del Público en el Neuchâtel International Fantastic Film Festival de 2005.